# Корито (община Гостивар)
Вижте пояснителната страница за други значения на Корито.
Корито (на македонска литературна норма: Корито; на албански: Korita) е село в Северна Македония, в община Гостивар.

## География
Селото е разположено в областта Горни Полог източно от град Гостивар високо в планината Сува гора.

## История
В началото на XIX век Корито е село в Гостиварска нахия на Тетовска кааза на Османската империя. Васил Кънчов пише в 1900 година („Македония. Етнография и статистика“):
| „ | Арнаутитѣ въ с. Корито сѫ доведени на мѣстото на напустено българско селище въ началото на XIX. в. отъ тетовскитѣ паши изъ близосѣдната Рѣка. | “ |

Според статистиката на Кънчов в 1900 година Корито има 154 жители арнаути мохамедани.
През 1913 година селото попада в Сърбия. Според Афанасий Селишчев в 1929 година Форино е село в Чегранска община в Горноположкия срез и има 102 къщи с 403 жители българи и албанци.
Според преброяването от 2002 година селото има 675 жители.
| Националност | Всичко |
| македонци    | 0      |
| албанци      | 673    |
| турци        | 0      |
| роми         | 0      |
| власи        | 0      |
| сърби        | 0      |
| бошняци      | 0      |
| други        | 2      |